# 訃報 1978年6月
訃報 1978年6月（ふほう 1978ねん6がつ）では、1978年（昭和53年）6月中に物故した、又は物故が報じられた人物についてまとめる。

## （1日 - 15日）

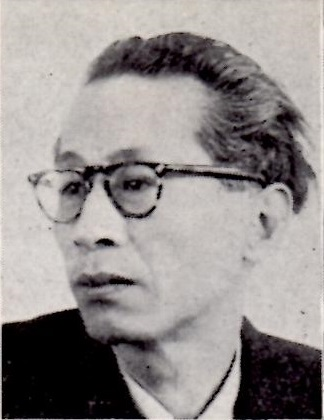
北園克衛／6月6日没

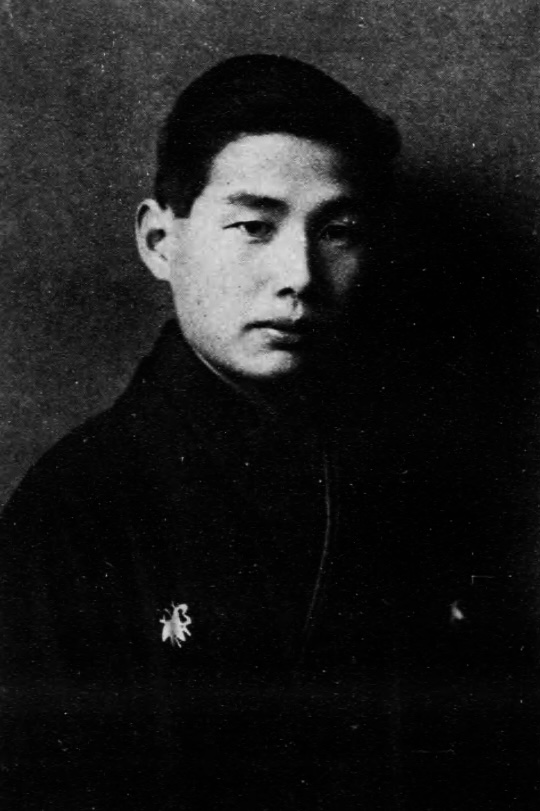
山田隆也／6月8日没

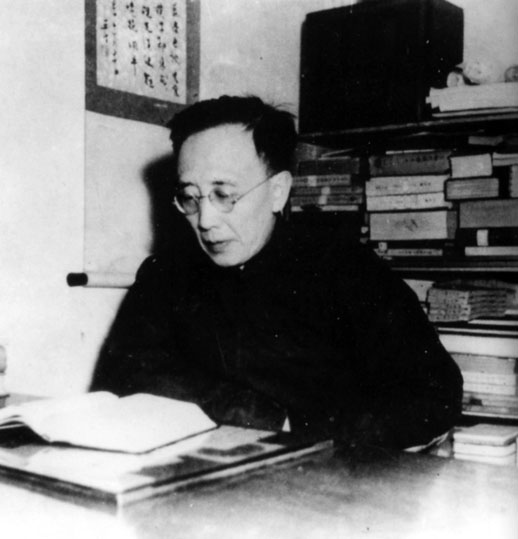
郭沫若／6月12日没

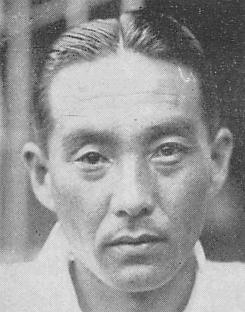
原田武一／6月12日没

- 6月1日 - 茂出木心護、料理人（* 1911年）
- 6月6日 - 高杉晋一、実業家（* 1892年）
- 6月6日 - 北園克衛、詩人（* 1902年）
- 6月8日 - 山田隆也、俳優（* 1890年）
- 6月12日 - 郭沫若、文学者・歴史家・政治家（* 1892年）
- 6月12日 - 原田武一、男子テニス選手（* 1899年）

## （16日 - 30日）

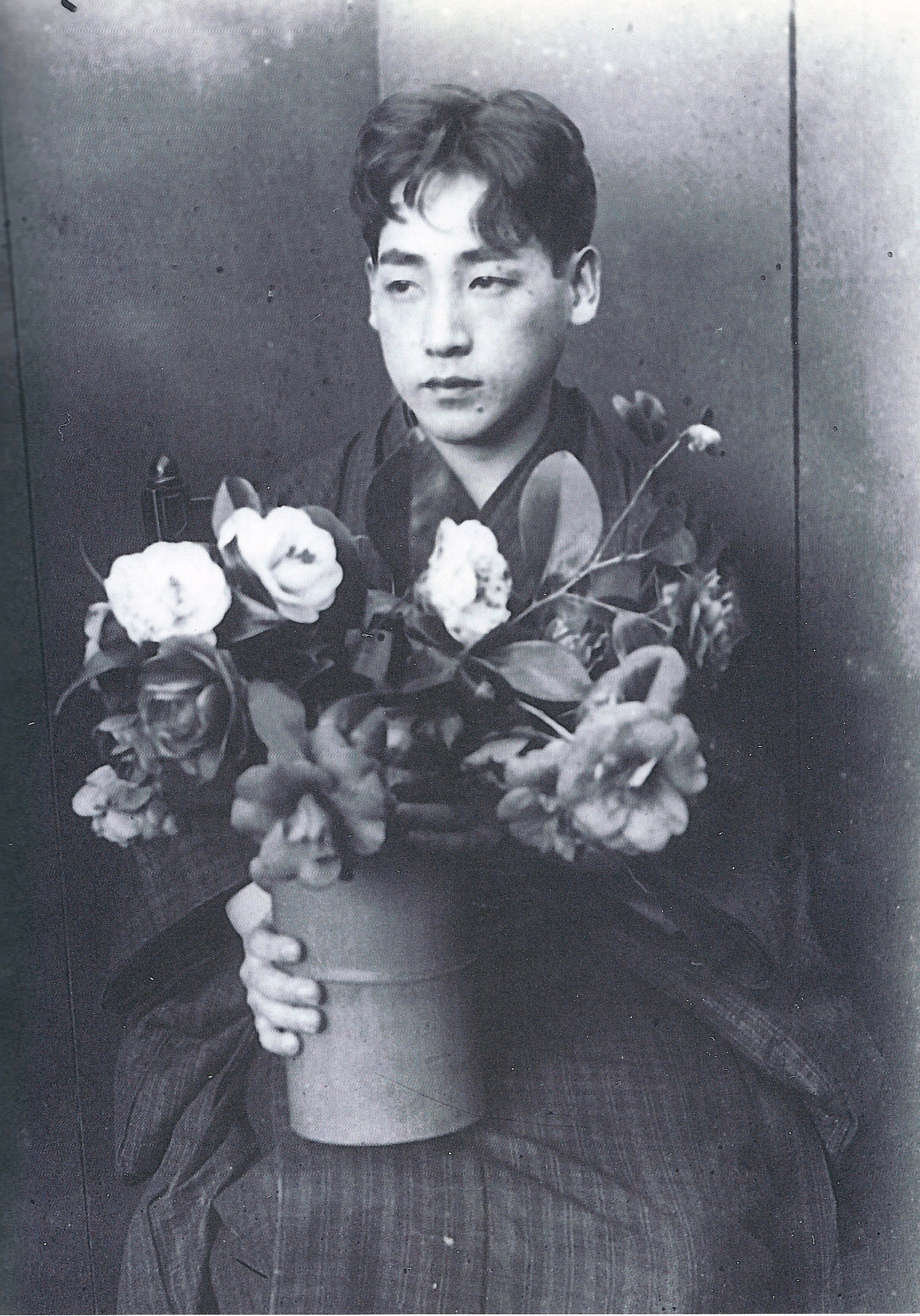
甲斐庄楠音／6月16日没

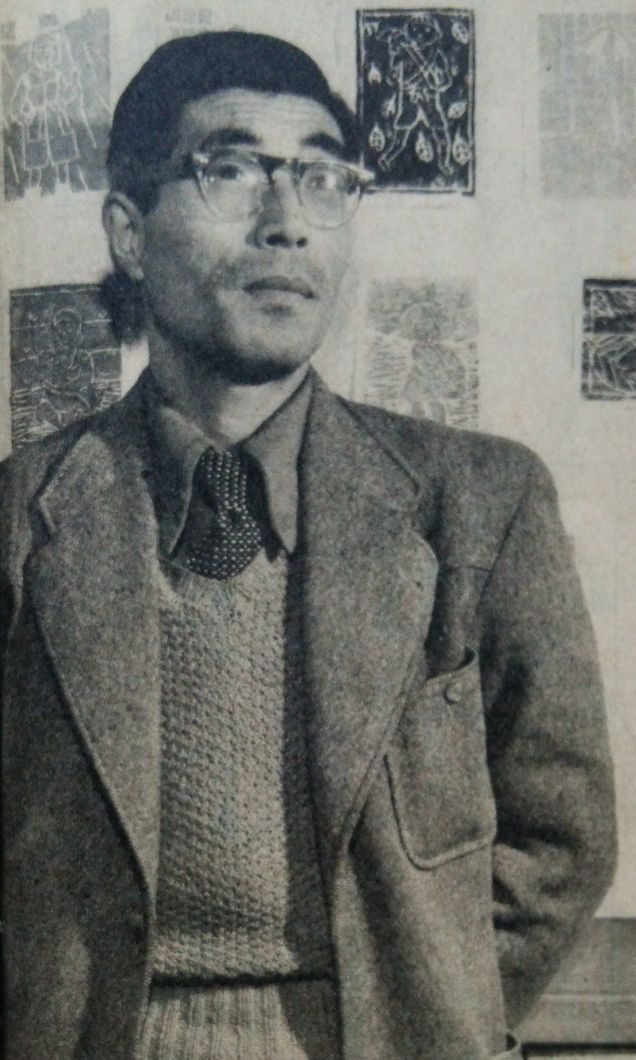
柳内達雄／6月23日没

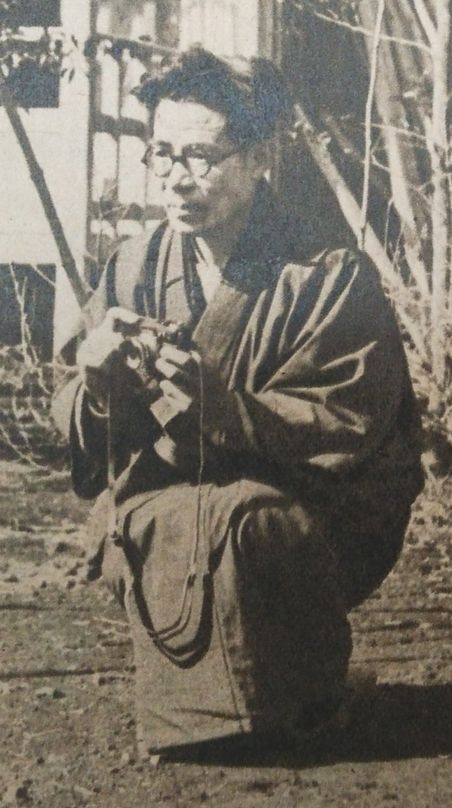
本多顕彰／6月30日没

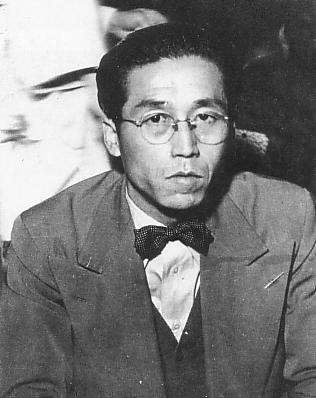
柴田錬三郎／6月30日没

- 6月16日 - 甲斐庄楠音、日本画家（* 1894年）
- 6月19日 - 峯岸義秋、国文学者・東北大学名誉教授（* 1907年）
- 6月20日 - 尾上多賀之丞 (3代目)、歌舞伎役者（* 1889年）
- 6月20日 - 江山正美、造園家・造園研究者・農学博士（* 1906年）
- 6月22日 - 清水隆次、武道家（* 1896年）
- 6月23日 - 柳内達雄、教育・児童文学評論家（* 1911年）
- 6月25日 - 野辺地慶三、細菌学者・公衆衛生学者（* 1890年）
- 6月25日 - 高橋玄輝、日本画家（* 1910年）
- 6月26日 - 北川ゴルゴロ、ウィルタ（オロッコ）民族最後のシャーマン（* 1899年頃）
- 6月27日 - 熊平源蔵、商人・政治家（* 1881年）
- 6月28日 - 別枝達夫、歴史学者（* 1911年）
- 6月30日 - 本多顕彰、英文学者・評論家・浄土真宗の僧侶（* 1898年）
- 6月30日 - 柴田錬三郎、小説家（* 1917年）